# Семон, Уолдо
Уо́лдо Ло́нсбери Се́мон (англ. Waldo Lonsbury Semon; 10 сентября 1898, Demopolis, Алабама — 26 мая 1999, Хадсон, Огайо) — американский химик, изобретатель. Он известен как разработчик методики получения поливинилхлорида (ПВХ), одного из наиболее распространённых видов пластика.

## Биография
Родился 10 сентября 1898 года в городе Демополис, штат Алабама. Окончил Вашингтонский университет, получив степень бакалавра по химии и докторскую степень по химической инженерии.
Уолдо Семон наиболее известен тем, что в 1926 году нашёл способ улучшить свойства поливинилхлорида. Для этого он смешал несколько синтетических полимеров, в результате чего получилось вещество, которое было эластичным, но не клейким. Благодаря своей физиологической безвредности, устойчивости к воздействию влаги, кислот, щелочей, другим полезным свойствам поливинилхлорид (или ПВХ) нашёл очень широкое применение, став вторым по популярности в мире пластиком.
Семон также работал над методами улучшения резины и в конечном итоге разработал синтетический заменитель. 11 декабря 1935 года он из соли, кокса и известняка создал коросил (Koroseal) — полимер, которому при изготовлении можно придать любую плотность. Семон составил более 5000 других синтетических резиновых смесей, добившись в 1940 году успеха с америполом (Ameripol — от AMERican POLymer («американский полимер»)), который он разработал для компании BFGoodrich. Всего у Семона было 116 патентов. В 1995 году в возрасте 97 лет он был введён в Зал славы изобретений (Invention Hall of Fame).
Работая на компанию BFGoodrich, Семон делал доклады Гарри Л. Фишеру, а затем руководил Бенджамином С. Гарви. Оба этих учёных, также как и Семон, получили медаль Чарльза Гудиера.
Уолдо Семону иногда приписывают изобретение жевательной резинки, но это не совсем так. Он изобрёл неперевариваемое синтетическое вещество из каучука, которое можно было использовать в качестве жевательной резинки и которое производило исключительно большие пузыри. Однако продукт так и остался на уровне любопытного эксперимента и никогда не поступал в продажу.
В 1944 году Семон был награждён медалью Чарльза Гудиера, а в 1964 году — медалью Эллиотта Крессона. После ухода из BFGoodrich он работал профессором-исследователем в Кентском государственном университете в городе Кент, штат Огайо.
Умер в городе Хадсон, штат Огайо, 26 мая 1999 года, в возрасте 100 лет.

## Наследие
Лесной заповедник Уолдо Семона (Waldo Semon Woods Conservation Area) был назван в честь изобретателя за то, что он безвозмездно предоставил земли Паркам Метро (Metro Parks), обслуживающим округ Саммит, штат Огайо.